# Mage-shima
Mage-shima (japonais : 馬毛島) est une petite île de l'archipel Ōsumi située à 12 km de Tanega-shima, au sud du Japon.

## Géographie
D'une superficie de 8,2 km2, son altitude maximum est de 71 m (avant travaux) pour une circonférence de 16,5 km. L'île est d'origine volcanique. Le climat est subtropical, avec une saison des pluies de mai à septembre.
Elle dépend administrativement de la ville de Nishinoomote (西之表市, Nishinoomote-shi) au nord de Tanega-shima.

## Histoire
Mage-shima a été occupée, au moins de façon saisonnière, depuis la période Kamakura. Les habitants ont été évacués lors de la deuxième guerre mondiale pour des raisons de sécurité. En 1951, le gouvernement a encouragé la colonisation de l'île, qui a connu un maximum de 528 habitants pour 113 familles. L'économie de l'île est alors basée sur la culture de la canne à sucre ainsi que la pêche. À partir des années 1960, le gouvernement japonais abandonne le défrichage de l'ile qui est officiellement inhabitée depuis 1980. 
L'école locale a fermé ses portes en 1980 et des plans successifs ont été imaginés, adoptés et puis abandonnés: en tant que développement touristique. Projet Mage Island Marine Leisure Land, une base radar de forces d’autodéfense (1983), un dépôt pétrolier (1984), un site de stockage de déchets nucléaires (environ 1999) ou un site d’atterrissage pour le projet de navette spatiale HOPE-X (fin des années 1990, début des années 2000). 
En 2009, on évoqua brièvement le déménagement de la base américaine de Futenma sur l'île.
La société Taston Airport (qui a succédé en 1995 à Mage Island Development Company) qui détient 99 % de la propriété de l'île a construit deux pistes, une de 4 200 mètres direction sud-nord et une 2 400 mètres est-ouest en 2011. La forêt de 441 hectares qui existait en 2002 a été réduite d'environ quatre dixièmes a priori en violation apparente de la loi forestière par un développement non autorisé.
En juin 2011, la réunion «Deux plus deux» des ministres de la Défense et des Affaires étrangères des États-Unis et du Japon à Washington l'a désigné comme site potentiel pour la construction d'une base des forces japonaises d'autodéfense pour renforcer les défenses de la chaîne d'îles du sud-ouest au large de Kyushu, que les pilotes de la marine américaine, basé depuis 2018 à Marine Corps Air Station Iwakuni pourraient également utiliser pour les exercices de décollage et d'atterrissage de nuit (FCLP, Field Carrier Landing Practice ou Pratique d'atterrissage des avions de campagne) à la place d'une base sur Iwo Jima.
Le 30 novembre 2019, après de longues négociations, un accord de principe est conclu entre le gouvernement japonais et Taston Airport. Le prix d'achat est d'environ 16 milliards de yens (132 millions d'euro). Le ministère japonais de la Défense avait initialement calculé la valeur de l’île à environ 4,5 milliards de yens, mais Taston Airport a prétendu que l’île valait 10 fois plus. Le nouveau prix d'achat a apparemment été atteint après avoir pris en compte les investissements réalisés par la société pour améliorer l'île.